# 2519 Annagerman
2519 Annagerman eller 1975 VD2 är en asteroid i huvudbältet som upptäcktes den 2 november 1975 av den ryska astronomen Tamara Smirnova vid Krims astrofysiska observatorium på Krim. Den har fått sitt namn efter den polska sångerskan Anna German.
Asteroiden har en diameter på ungefär tjugo kilometer och tillhör asteroidgruppen Themis.